# David Mountbatten
David Michael Mountbatten, III marqués de Milford Haven (12 de mayo de 1919 - 14 de abril de 1970), titulado vizconde Alderney antes de 1921 y conde de Medina entre 1921 y 1938, era hijo del segundo marqués de Milford Haven y de la condesa Nadejda de Torby.

## Biografía

### Familia
Sus abuelos paternos eran el príncipe Luis de Battenberg y la princesa Victoria de Hesse y del Rin. Sus abuelos maternos eran el Gran Duque Miguel Mijáilovich Románov y la condesa Sofía de Merenberg, hija del príncipe Nicolás de Nassau-Weilburg (tío del Gran Duque Adolfo de Luxemburgo) y de su esposa morganatica Natalia Alexandrovna Pushinka (hija del escritor ruso Aleksandr Pushkin).

### Primeros años
Creció en la casa familiar en Holyport, Berkshire, disfrutando de una estrecha amistad con su primo Felipe de Grecia y Dinamarca, más tarde el duque de Edimburgo, llegando a ser padrino del príncipe Felipe en su matrimonio con la princesa Isabel, más tarde la reina Isabel II. Durante la Segunda Guerra Mundial sirvió en la Marina Real y participó en la Operación Pedestal.

### Matrimonio
Lord Milford Haven se casó:
- 1) Romaine Dahlgren Pierce (17 de julio de 1923-15 de febrero de 1975), hija de Vinton Ulric Dahlgren Pierce de Estados Unidos y su esposa Margaret Knickerbocker Clark, el 4 de febrero de 1950 en Washington D. C., EE. UU.

- 2) Janet Mercedes Bryce (29 de septiembre de 1937), hija del mayor Francis Bryce de Hamilton, Bermudas, sobrino del presidente Manuel Candamo, y su esposa Gladys Jean Mosley (y cuya tía Mary Mercedes Bryce se casó con Joseph Harold John Phillips, abuelos de Alexandra Hamilton, duquesa de Abercorn y de Natalia Grosvenor, duquesa de Westminster), el 17 de noviembre de 1960 en la Iglesia de St. Andrew, Frognal, Londres. Tuvieron dos hijos:

1. Jorge Mountbatten, IV marqués de Milford Haven (6 de junio de 1961).

1. Lord Ivar Mountbatten (9 de marzo de 1963).

### Muerte
Lord Milford Haven murió de un ataque al corazón el 14 de abril de 1970, en la Estación Waterloo, Londres, a los 50 años, fue enterrado en la Iglesia de St. Mildred, Whippingham, Isla de Wight.

## Títulos y estilos
- 1919–1921: Vizconde Alberney.

- 1921–1938: Conde de Medina.

- 1938–1970: El Muy Honorable Marqués de Milford Haven.

- Datos: Q2752971
- Multimedia: David Mountbatten, 3rd Marquess of Milford Haven / Q2752971